# La princesita y vagabundo
La princesita y vagabundo é um filme de comédia mexicano dirigido por Miguel Morayta e produzido por Roberto Gómez Bolaños. Lançado em 1969, foi protagonizado pela dupla humorística Pilar Bayona e Aurora Bayona.

## Elenco
- Pilar Bayona - Pili
- Aurora Bayona - Mili
- Victorio Blanco
- Carlos Bravo
- Humberto Dupeyrón
- Sadi Dupeyrón
- Guillermo Exa